# 王原相
王原相（1535年—？），字召之，號鵬江，廣東廣州府番禺縣人，民籍，明朝政治人物。

## 生平
嘉靖三十七年（1558年）舉戊午科廣東鄉試第三十四名。嘉靖四十一年（1562年），登壬戌科三甲第六十六名進士。初授福建建安县知县，调任闽县，四十四年十一月选授南京河南道試御史，隆慶三年（1569年）出为宁波府知府，万历元年（1573年）升四川按察司副使，四年七月升广西右参政，七年六月升江西按察使，八年正月考察以不謹閑住。

## 家族
曾祖王瑤；祖父王傅，學正 贈刑部主事；父王漸逵，刑部主事。嫡母何氏（封安人）；生母鄭氏。慈侍下。兄原格。從弟原校、原析、原模、原朴。